# Sin senos sí hay paraíso
Sin senos sí hay paraíso (conhecida como El final del paraíso em sua quarta temporada) é uma telenovela colombiana-estadunidense produzida por Fox Telecolombia para Telemundo e Caracol Televisión, e sua primeira temporada foi exibida na Telemundo entre 19 de julho e 28 de novembro de 2016.
Baseada no livro Sin tetas sí hay paraíso, a novela é uma continuação de Sin senos no hay paraíso, produzida em 2008.
É protagonizada por Carmen Villalobos, Catherine Siachoque, Fabián Ríos, Carolina Gaitán e Juan Pablo Urrego e antagonizada por Majida Issa, Johanna Fadul, Juan Alfonso Baptista e Stephania Duque.

## Episódios
| Temporada | Temporada | Episódios | Exibição original    | Exibição original      |
| Temporada | Temporada | Episódios | Estreia da temporada | Final da temporada     |
| --------- | --------- | --------- | -------------------- | ---------------------- |
|           | 1         | 90        | 19 de julho de 2016  | 28 de novembro de 2016 |
|           | 2         | 87        | 25 de julho de 2017  | 28 de novembro de 2017 |
|           | 3         | 63        | 12 de junho de 2018  | 10 de setembro de 2018 |
|           | 4         | 82        | 13 de agosto de 2019 | 9 de dezembro de 2019  |

## Enredo

### Primeira temporada
A série começa quando Dona Hilda Santana (Catherine Siachoque), grávida, recebe a notícia da morte de sua filha Catalina "La Grande" (Carmen Villalobos), enviando-a para trabalho prematuro com sua segunda filha, Catalina "La Pequeña" (Carolina Gaitán). Quando nasce Catalina (Carolina Gaitán), seu pai, Albeiro Marín (Fabián Ríos) e a mãe, Hilda Santana, temem que ela compartilhe o destino de sua irmã mais velha, já que muitas das jovens do seu bairro se envolveram historicamente com a prostituição e o crime organizado. Para proteger sua filha, Albeiro e Hilda pintam uma linha de fronteira amarela fora de sua casa, proibindo Catalina de atravessá-la. Catalina então se apaixona por um menino chamado Hernán Darío (Juan Pablo Urrego). Depois de testemunhar um ataque contra Hernán Darío pelos guarda-costas de Yésica Beltrán (Majida Issa), Catalina cruza a linha amarela para defender Dario deles. Hilda e Albeiro intervêm para defender sua filha e são presos pelos guarda-costas. Yésica, ressentida de Hilda, Albeiro e Catalina, ordena que seus homens plantassem jóias na casa de Hilda, a fim de incriminá-los de um crime que não cometeu. A polícia, segundo as ordens de Yésica, prende Hernán Darío, Catalina, Dona Hilda e Albeiro, encarcerando-as em diferentes prisões. Catalina é enviada para uma instituição prisional, onde é espancada pelos colegas presos e guardas e quase se afogou. Hernán Darío é espancado e humilhado também até Yésica e sua filha Daniela (Johanna Fadul) forçá-lo a trabalhar para eles, ameaçando machucar sua família. Albeiro, juntamente com o prisioneiro David, tramas para sair da prisão para escapar. O jornalista Daniel Cerón (Juan Pablo Llano) ajuda Catalina e seus pais a escapar, mas Hernán Darío, convencido de que Catalina ainda está presa e está em perigo, concorda em trabalhar para a filha de Yésica, Daniela. Daniela, profundamente apaixonado por Hernán Darío e com muita ansiedade por sua relação com a Catalina, tenta continuamente seduzir Darío enquanto estiver a seu cargo.

### Segunda temporada
Na segunda temporada, conta a história eo retorno de Catalina Santana (Carmen Villalobos), a filha mais velha de Dona Hilda Santana (Catherine Siachoque). Quem estava escondido por 20 anos depois de supostamente ser assassinado, mas na verdade trabalhou como agente da DEA. Catalina durante todos os anos que ela desapareceu, ela fez sua vida ao lado de Santiago Sanín (Roberto Manrique), um médico com quem teve dois filhos Mariana (Stephania Duque) e Sebastián (Johan Esteban Díaz). Durante seu retorno, Catalina está presa em um mundo de sentimento e culpa por sua família, já que seu retorno causaria grandes tragédias e desgostos, especialmente em Albeiro (Fabián Ríos) que anteriormente era seu namorado e para quem não saberia se ela ainda Sente algo e sua mãe; Quem a deixou e traiu com Albeiro. Catalina conhece sua outra irmã Catalina Marín Santana (Carolina Gaitán) e seu namorado Hernán Dario (Juan Pablo Urrego), com quem se junta para terminar com La Diabla (Majida Issa) e sua filha Daniela (Johanna Fadul), que fará todo o possível Para destruir a família Santana.

## Elenco

### Principais
| Ator                  | Personagem                                     | Temporadas   | Temporadas   | Temporadas   | Temporadas   |
| Ator                  | Personagem                                     | T1           | T2           | T3           | T4           |
| --------------------- | ---------------------------------------------- | ------------ | ------------ | ------------ | ------------ |
| Carmen Villalobos     | Catalina Santana / Virginia Fernández de Sanín | Participação | Principal    | Principal    | Principal    |
| Catherine Siachoque   | Hilda "Doña Hilda" Santana Flores de Marín     | Principal    | Principal    | Principal    | Principal    |
| Fabián Ríos           | Albeiro Marín                                  | Principal    | Principal    | Principal    | Principal    |
| Carolina Gaitán       | Catalina Marín Santana                         | Principal    | Principal    | Principal    | Principal    |
| Stephania Duque       | Mariana Sanín Santana                          |              | Participação | Principal    | Principal    |
| Juan Pablo Urrego     | Hernán Darío Bayona                            | Principal    | Principal    | Principal    | Principal    |
| Majida Issa           | Yésica Beltrán / La Diabla #1                  | Principal    | Principal    | Principal    |              |
| Kimberly Reyes        | Yésica Beltrán / La Diabla / Valeria Montes #2 |              |              | Participação | Principal    |
| Johanna Fadul         | Daniela Barrera Beltrán                        | Principal    | Principal    | Participação |              |
| César Mora            | Marcial Barrera                                | Principal    | Participação |              |              |
| Juan Pablo Llano      | Daniel Cerón                                   | Principal    | Participação | Participação | Participação |
| Juan Sebastián Calero | Octavio Rangel                                 | Principal    | Participação |              |              |
| Luigi Aicardi         | Aníbal Manrique                                | Principal    | Participação |              |              |
| Vicky Hernández       | Aurora Banegas                                 | Participação | Recorrente   |              |              |
| Dagoberto Gama        | Javier González / Gato Gordo                   | Participação | Participação |              |              |
| Roberto Manrique      | Santiago Sanín                                 |              | Principal    | Principal    | Principal    |
| Gregorio Pernía       | Aurelio "Titi" Jaramillo                       | Recorrente   | Principal    | Principal    | Principal    |
| Francisco Bolívar     | José Luis Vargas / Jota                        | Recorrente   | Principal    | Principal    | Principal    |
| Juan Alfonso Baptista | Martín Cruz                                    |              | Principal    | Principal    |              |

### Recorrente
| Ator                   | Personagem                     | Temporadas   | Temporadas   | Temporadas | Temporadas |
| Ator                   | Personagem                     | T1           | T2           | T3         | T4         |
| ---------------------- | ------------------------------ | ------------ | ------------ | ---------- | ---------- |
| Diana Isabel Acevedo   | Adriana Salazar                | Recorrente   | Participação |            |            |
| Joselyn Gallardo       | Martina Pizarro                | Recorrente   | Recorrente   |            |            |
| Jennifer Arenas        | Valentina Fonseca              | Recorrente   | Recorrente   |            |            |
| Estefanía Gómez        | Vanessa Salazar                | Recorrente   | Recorrente   |            |            |
| Manuel Antonio Gómez   | Calvo                          | Recorrente   | Recorrente   |            |            |
| Carolina Sepúlveda     | Ximena Fonseca                 | Recorrente   | Recorrente   |            |            |
| Alejandra Ávila        | Celia Morán                    | Recorrente   | Recorrente   |            |            |
| Marilyn Patiño         | Lucía Barrios                  | Recorrente   | Recorrente   |            |            |
| José Omar Murillo      | Osvaldo / Pelambre             | Participação | Participação |            |            |
| Óscar Salazar          | Capitán Pérez                  | Recorrente   | Recorrente   |            |            |
| Jonathan Cabrera       | Carlos Mario / El Chuky        | Recorrente   | Recorrente   |            |            |
| María Alejandra Pinzón | Paola Pizarro                  | Participação | Recorrente   |            |            |
| Sain Castro            | David Herrera                  | Participação | Participação |            |            |
| Luces Velásquez        | Imelda Beltrán                 | Recorrente   | Participação |            |            |
| Luisa Fernanda Giraldo | Paula Bayona                   | Recorrente   |              |            |            |
| Jairo Ordoñez          | John Jairo Jaramillo / Mugroso | Recorrente   |              |            |            |
| Julián Bustamante      | Coronel Martín Herrera         | Recorrente   |              |            |            |
| Félix Mercado          | Franklin                       | Recorrente   |              |            |            |
| Julio César Arteaga    | Victor "Mayordomo"             | Recorrente   |              |            |            |
| Luis Fernando Montoya  | Medicina                       | Participação |              |            |            |
| Miriam Lanzoni         | Belén / La Argentina           | Participação |              |            |            |
| Laura García           | Guardia López                  |              | Recorrente   |            |            |
| Esmeralda Pinzón       | Sandra                         |              | Recorrente   |            |            |
| Michelle Manterola     | Flavia                         |              | Recorrente   |            |            |
| Tahimi Alvariño        | Diretor de prisão              |              | Recorrente   |            |            |
| Mili Casanova          | Tania                          |              | Recorrente   |            |            |
| Jordana Issa           | Amparo Beltrán                 |              | Participação |            |            |
| Gisella Aboumrad       | Mayra Contreras                |              | Participação |            |            |
| Johan Esteban Díaz     | Sebastián Sanín                |              | Recorrente   |            |            |
| Eileen Roca            | Zoraya Fuentes                 |              | Recorrente   |            |            |
| Damián Alcázar         | Don Chalo                      |              | Recorrente   |            |            |
| Juan Diego Sánchez     | Bayron Santana                 |              | Participação |            |            |
| Abril Schreiber        | Claudia Romero                 |              | Recorrente   |            |            |
| Elianis Garrido        | Dayana Muriel                  |              | Recorrente   |            |            |
| Juan Ángel Esparza     | Villa                          |              | Recorrente   |            |            |
| Julián Farietta        | Gatillo                        |              | Recorrente   |            |            |
| Álvaro Benet           | Miguel Díaz                    |              | Recorrente   |            |            |